# Sebzeciler, Yusufeli
Sebzeciler là một xã thuộc huyện Yusufeli, tỉnh Artvin, Thổ Nhĩ Kỳ. Dân số thời điểm năm 2010 là 131 người.